# Bachmačské náměstí
Bachmačské náměstí je náměstí v Praze, v obvodu a městské části Praha 6 a ve čtvrti Dejvice. Vzniklo v roce 1925. Bylo pojmenováno po ukrajinském městě Bachmač. V letech 1940–1945 se používal název Blüchnerovo náměstí, v letech 1952–1992 náměstí A. V. Suvorova. Náměstí je po obvodu tvořeno obytnými domy a silnicemi. Na jižní straně je vlakové nádraží Praha-Dejvice. Na náměstí se nachází malinký parčík, uprostřed kterého býval záhon s růžemi. Ten byl v roce 2018 nahrazen sochou Tomáše Garrigue Masaryka.